# Fuente Conmemorativa Russell Alger
La Fuente Conmemorativa Russell Alger  (en inglés Russell Alger Memorial Fountain) es una fuente del Downtown de Detroit, en el estado de Míchigan (Estados Unidos). Está ubicado en Grand Circus Park y se inauguró el 27 de julio de 1921. Tiene en su centro una estatua de bronce diseñada por Daniel Chester French. 

## Descripción
El conjunto es una de las "colaboraciones más exitosas" creadas por French y el arquitecto Henry Bacon. La estatua de estilo Beaux Arts fue fundida por Gorham Manufacturing Company. Consiste en una personificación femenina "enérgica" de "Míchigan" con una mano levantada a modo de saludo mientras que la otra sostiene una espada y un escudo. 
La cresta del estado de Míchigan está en el escudo en relieve poco profundo. Hay un retrato en bajorrelieve de Alger en la base de granito. Las cabezas de león en la base sirven como fuentes para verter agua en el recipiente circundante.
Russell A. Alger fue un veterano de la Guerra de Secesión (se alistó como soldado raso y terminó la guerra como general), político (gobernador de Míchigan, senador de los Estados Unidos por Míchigan y secretario de Guerra de los Estados Unidos) y un exitoso hombre de negocios. Tras la muerte de Alger, una "sociedad conmemorativa" de veteranos de la Guerra de Secesión convocó y encargó el trabajo.